# Liste des évêques de Paterson
La liste des évêques de Paterson recense les noms des évêques catholiques qui se sont succédé sur le siège épiscopal de Paterson, dans le New Jersey aux États-Unis depuis la création du diocèse de Paterson (en) (Dioecesis Patersonensis) le 9 décembre 1937 par détachement de celui de Newark.

## Sont évêques
- 16 décembre 1937-† 17 mars 1947 : Thomas McLaughlin (Thomas Henry McLaughlin)
- 21 juin 1947-15 novembre 1952 : Thomas Boland (Thomas Aloysius Boland)
- 9 avril 1953-12 février 1963 : James McNulty (James Aloysius McNulty)
- 12 février 1963-† 2 octobre 1965 : James Navagh (James Navagh)
- 4 mars 1966-13 juin 1977 : Lawrence Casey (Lawrence Bernard Brennan Casey)
- 5 décembre 1977-1er juin 2004 : Frank Rodimer (Frank Joseph Rodimer)
- 1er juin 2004-15 avril 2020 : Arthur Serratelli (Arthur Joseph Serratelli)
- depuis le 15 avril 2020 : Kevin Sweeney (Kevin J. Sweeney)

## Sources
- (en) Fiche du diocèse sur catholic-hierarchy.org